# Mali Dolfin
Mali Dolfin je otočić u Jadranskom moru. 
Nalazi se u Kvarneriću, zapadno od najsjevernijeg mjesta otoka Paga, Tovarnela.
U neposrednom susjedstvu, sjeverozapadno se nalazi otočić Dolfin.